# Ian Charleson Award
L'Ian Charleson Award è un premio teatrale britannico assegnato annualmente al miglior attore sotto i trent'anni che ha recitato in un'opera teatrale classica. Il premio fu istituito nel 1990 dopo la morte dell'attore Ian Charleson, da cui prende il nome. Nei primi tre anni dell'Ian Charleson Award venivano consegnati due premi ogni anno, un primo e un secondo premio, mentre dal 1993 viene premiato anche un terzo classificato.

## Albo d'oro

### Anni 90
- 1990 - Ian Hughes per Torquato Tasso (Actors Touring Company)
  - Paterson Joseph per Re Lear, Pene d'amor perdute e Gli ultimi giorni di Don Giovanni (RSC)
- 1991 - Joe Dixon per Come vi piace (Cheek by Jowl)
  - Jennifer Ehle per Il Tartuffo (Peter Hall Company)
- 1992 - Tom Hollander per La via del mondo (Lyric Hammersmith)
  - Toby Stephens per Tutto è bene quel che finisce bene (RSC)
- 1993 - Emma Fielding per La scuola delle mogli (Almeida Theatre)
  - Mark Lockyer per La tempesta, Re Lear e Il mercante di Venezia (RSC)
    - Helen McCrory per Trelawny of the 'Wells' (National Theatre)
- 1994 - Toby Stephens per Coriolano (RSC)
  - Anastasia Hille per Misura per misura (Cheek by Jowl)
    - Jude Law per Ione (RSC)
- 1995 - Lucy Whybrow per Easter (RSC)
  - Victoria Hamilton per Il costruttore Solness (Peter Hall Company)
    - Catherine Russell per Tre sorelle (Out of Joint)
- 1996 - Alexandra Gilbreath per Hedda Gabler (English Touring Theatre)
  - Derbhle Crotty per Il piccolo Eyolf (RSC)
    - Damian Lewis per Il piccolo Eyolf (RSC)
- 1997 - Mark Bazeley per Il gabbiano (English Touring Theatre) e Dominic West per Il gabbiano (Peter Hall Company, Old Vic Theatre) 
  - James Dreyfus per Giulio Cesare (Birmingham Repertory Theatre)
- 1998 - Claudie Blakley per Il gabbiano (West Yorkshire Playhouse)
  - Kevin McKidd per Britannico (Almeida Theatre)
    - Paul Hilton per Come vi piace (Shakespeare's Globe)
- 1999 - Rupert Penry-Jones per Don Carlo (RSC)
  - Gabrielle Jourdan per Il mercante di Venezia (National Theatre)
    - Megan Dodds per Amleto (Young Vic)

### Anni 2000
- 2000 - David Oyelowo per Enrico VI (RSC)
  - John Light per Il gabbiano (RSC)
    - Zoe Waites per Il diavolo bianco (o Vittoria Corombona) (Lyric Hammersmith)
- 2001 - Claire Price perThe Relapse (National Theatre)
  - Zoe Waites per La dodicesima notte (RSC)
    - James D'Arcy per Edoardo II (Crucible Theatre)
- 2002 - Rebecca Hall per La professione della signora Warren (Strand Theatre)
  - Daniel Evans per La tempesta (Crucible Theatre) e Spettri (English Touring Theatre)
    - Iain Robertson per La tempesta (Crucible Theatre)
- 2003 - Lisa Dillon per Il costruttore Solness (Almeida Theatre)
  - Louisa Clein per La donna del mare (Almeida Theatre)
    - Eve Myles per Tito Andronico e La bisbetica domata (RSC)
- 2004 - Nonso Anozie per Otello (Cheek by Jowl)
  - Naomi Frederick per Misura per misura (National Theatre)
    - Ben Whishaw per Amleto (Old Vic)
- 2005 - Mariah Gale per La dodicesima notte (Regent's Park Open Air Theatre), Peccato che sia una sgualdrina (Southwark Playhouse) The Last Waltz (Arcola Theatre)
  - Sinead Matthews per L'anitra selvatica (Donmar Warehouse) e You Never Can Tell (Peter Hall Company)
    - Benedict Cumberbatch per Hedda Gabler (Almeida Theatre)
- 2006 - Andrea Riseborough per Misura per misura e La signorina Julie (Peter Hall Company)
  - Catherine Hamilton per The Madras House (Orange Tree Theatre)
    - Hattie Morahan per Il gabbiano (National Theatre)
- 2007 Rory Kinnear per Philistines e The Man of Mode (National Theatre)
  - Michelle Dockery per Pigmalione (Peter Hall Company)
    - Tom Hiddleston per Otello (Donmar Warehouse)
- 2008 - Tom Burke per Creditors (Donmar Warehouse)
  - Edward Bennett per Amleto e Pene d'amor perdute (RSC)
    - John Heffernan per Il maggiore Barbara (National Theatre)
- 2009 - Ruth Negga per Fedra (National Theatre)
  - Max Bennett per Misura per misura (Theatre Royal, Plymouth) e La professione della signora Warren (Theatre Royal, Bath)
    - Natalie Dew per Come vi piace (Curve Theatre)

### Anni 2010
- 2010 - Gwilym Lee per Re Lear (Donmar Warehouse)
  - Zawe Ashton per Salomè (Headlong Theatre)
    - Vanessa Kirby per Donne attente alle donne (National Theatre), Come vi piace (West Yorkshire Playhouse), Sogno di una notte di mezza estate (Octagon Theatre)
- 2011 - Cush Jumbo per Come vi piace (Royal Exchange Theatre, Manchester)
  - Damien Molony per Peccato che sia una sgualdrina (West Yorkshire Playhouse)
    - Jodie McNee per Il gabbiano (Arcola Theatre)
- 2012 - Ashley Zhangazha per Macbeth (Crucible Theatre)
  - Amy Morgan per La moglie di campagna (Royal Exchange Theatre, Manchester)
    - Lara Rossi per L'alchimista (Liverpool Playhouse)
- 2013 - Jack Lowden per Spettri (Almeida Theatre)
  - Jessie Buckley per La tempesta (Shakespeare's Globe) ed Enrico V (Noël Coward Theatre)
    - Graham Butler per Enrico VI (Shakespeare's Globe)
- 2014 - Susannah Fielding per Il mercante di Venezia (Almeida Theatre)
  - Tom Mothersdale per Il giardino dei ciliegi (Young Vic)
    - Cynthia Erivo per Enrico IV (Donmar Warehouse)
- 2015 - James McArdle per Platonov (Chichester Festival Theatre)
  - Elliot Barnes-Worrell per Uomo e superuomo (National Theatre)
    - Freddie Fox per Romeo e Giulietta (Sheffield Crucible)
- 2016 - Paapa Essiedu per Amleto e Re Lear (RSC)
  - Jessica Brown Findlay per Zio Vanja (Almeida Theatre)
    - Fisayo Akinade per Santa Giovanna (Donmar Warehouse)
- 2017 - Natalie Simpson per The Cardinal (Southwark Playhouse)
  - Tamara Lawrance per La dodicesima notte (National Theatre)
    - Ellie Bamber per La donna del mare (Donmar Warehouse)
- 2018 - Bally Gill per Romeo e Giulietta (RSC)
  - Hannah Morrish per Antonio e Cleopatra (National Theatre)
    - Luke Newberry per Macbeth (RSC)
- 2019 - Heledd Gwynn per Hedda Gabler (Sherman Theatre, Cardiff) e Riccardo III (Headlong)
  - Hammed Animashaun per Sogno di una notte di mezza estate (Bridge Theatre)
    - Ronke Adekoluejo per Tre sorelle (National Theatre)

### Anni 2020
- 2020/2021 - Gloria Obianyo per Paradise (National Theatre)
  - Aimee Lou Wood per Zio Vanja (Harold Pinter Theatre)
    - Lorn Macdonald per La vita è sogno (Royal Lyceum Theatre)
- 2022 - Abiola Owokoniran per L'importanza di chiamarsi Ernesto (English Touring Theatre)
  - William Robinson per Britannicus (Lyric Hammersmith)
    - Rosy McEwen per Otello (National Theatre)
- 2023 - Francesca Mills per Sogno di una notte di mezza estate (Shakespeare's Globe)
  - Toheeb Jimoh per Romeo e Giulietta (Almeida Theatre)
    - Joseph Payne per La tempesta (Royal Shakespeare Company) e Macbeth (Shakespeare’s Globe)